# Salsola ptiloptera
Salsola ptiloptera är en amarantväxtart som beskrevs av Viktor Petrovitj Botjantsev. Salsola ptiloptera ingår i släktet sodaörter, och familjen amarantväxter. Inga underarter finns listade i Catalogue of Life.